# Phytomyza caesalpiniae
Phytomyza caesalpiniae este o specie de muște din genul Phytomyza, familia Agromyzidae, descrisă de Blanchard în anul 1954. Conform Catalogue of Life specia Phytomyza caesalpiniae nu are subspecii cunoscute.